# Omidiyeh
Omidiyeh (persisch امیدیه) ist eine Stadt in der Provinz Chuzestan im Südwesten des Iran. Im Jahr 2006 hatte Omidiyeh hochgerechnet 57.970 Einwohner. Omidiyeh ist eine Stadt in der Provinz Khuzestan. Zusammen mit Ahvaz und Basra gilt diese Stadt als eine der heißesten Wohngegenden der Welt. Das Aghajari-Ölfeld befindet sich in dieser Stadt.